# Klövertjärnen, Västerbotten
Klövertjärnen är en sjö i Norsjö kommun i Västerbotten och ingår i Skellefteälvens huvudavrinningsområde. Sjön har en area på 0,156 kvadratkilometer och ligger 220,4 meter över havet.

## Delavrinningsområde
Klövertjärnen ingår i det delavrinningsområde (721471-169732) som SMHI kallar för Ovan Skidträskån. Medelhöjden är 232 meter över havet och ytan är 49,22 kvadratkilometer. Räknas de 28 avrinningsområdena uppströms in blir den ackumulerade arean 465,53 kvadratkilometer. Petikån som avvattnar avrinningsområdet har biflödesordning 2, vilket innebär att vattnet flödar genom totalt 2 vattendrag innan det når havet efter 74 kilometer. Avrinningsområdet består mestadels av skog (76 procent) och sankmarker (17 procent). Avrinningsområdet har 0,3 kvadratkilometer vattenytor vilket ger det en sjöprocent på 0,6 procent.